# Transatlantyk

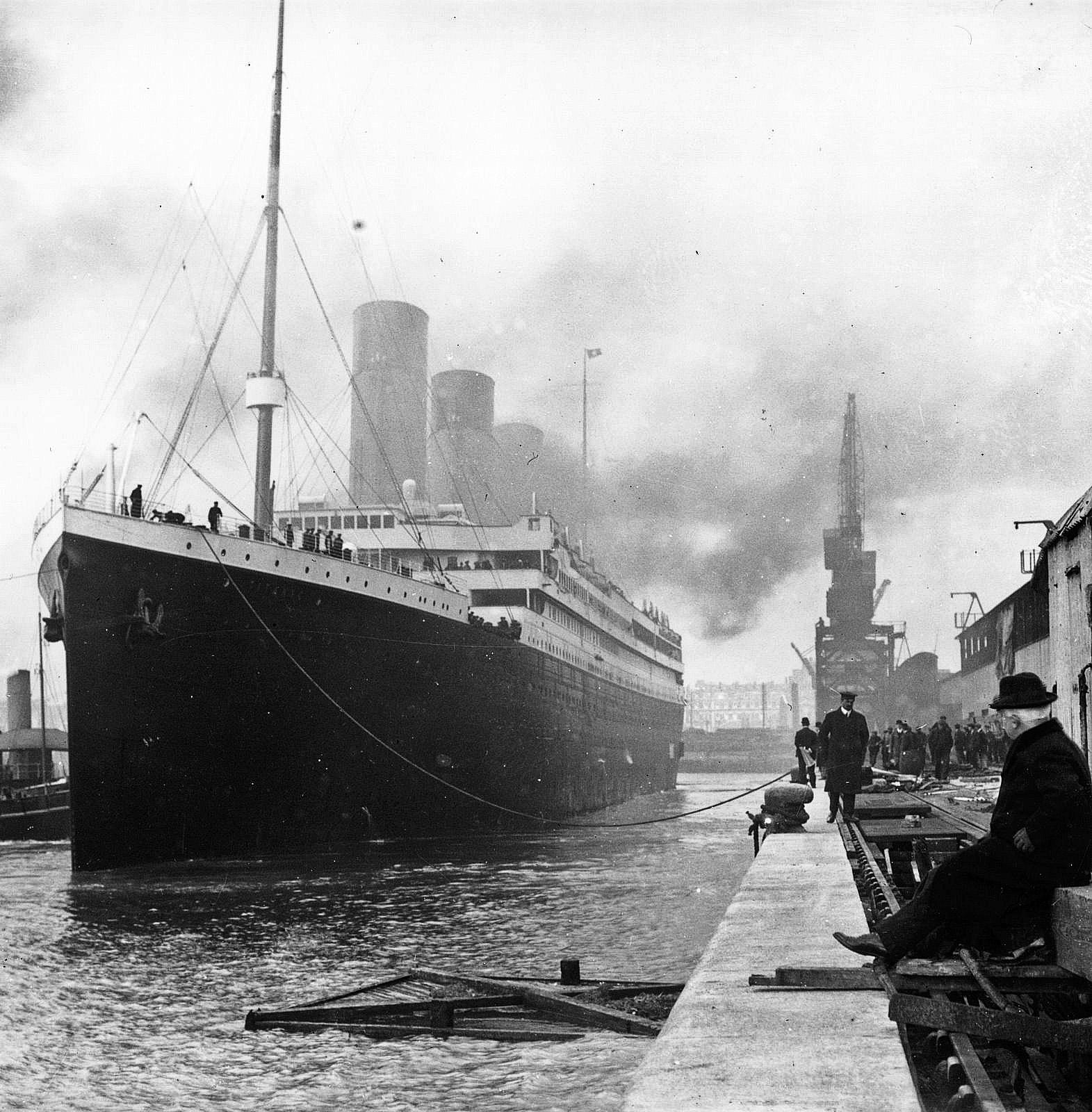
RMS Titanic w Southampton

Transatlantyk – statek pasażerski kursujący na ustalonych liniach żeglugowych, liniowiec. Nazwa pochodzi od statków obsługujących połączenia pomiędzy USA i Europą, przemierzających Ocean Atlantycki. Największe liniowe statki pasażerskie walczyły o Błękitną Wstęgę Atlantyku, a jej zdobycie oznaczało wzrost prestiżu i liczby pasażerów szukających jak najszybszych połączeń w żegludze z Europy do Stanów Zjednoczonych i Kanady.
Najsławniejszym transatlantykiem w historii był RMS Titanic, który zderzył się z górą lodową i zatonął 15 kwietnia 1912 roku podczas swego dziewiczego rejsu. Era transatlantyków trwała około 130 lat i minęła wraz z wprowadzeniem transatlantyckiej łączności lotniczej, co nastąpiło w latach sześćdziesiątych XX wieku. Wówczas tradycyjne transatlantyki zostały zastąpione przez wycieczkowce, których najwyższym atrybutem nie jest prędkość, a komfort i luksus, jaki można zapewnić pasażerom spragnionym odpoczynku na najatrakcyjniejszych turystycznie akwenach.

## Akwen
Ocean Atlantycki ma 106,5 mln km² powierzchni, jest więc drugim co do wielkości oceanem świata po Pacyfiku. Jest równocześnie oceanem najbardziej rozczłonkowanym i urozmaiconym, a to ze względu na mnogość jego mórz i zatok oraz rozmiaru szelfu kontynentalnego, co sprawia, że jest jednocześnie oceanem najpłytszym (średnia głębokość 3332 m).
Atlantyk jest zbiornikiem bardzo wydłużonym południkowo i stosunkowo wąskim: odległość pomiędzy Freetown w Sierra Leone a przylądkiem São Roque w Brazylii wynosi zaledwie 2840 km. Ten wydłużony a przewężony kształt tworzy wyraźny podział na Atlantyk Północny ze znaczną liczbą należących doń mórz (Śródziemne, Północne, Bałtyk, Celtyckie i in.) i Atlantyk Południowy ze słabo urzeźbioną linią brzegową.
Atlantyk Północny jest akwenem wyjątkowym pod jeszcze jednym względem: w dobie transatlantyków jego brzegi zajmowały najpotężniejsze gospodarczo kraje świata, a więc rola tej części Wszechoceanu jako łącznika między Europą i Ameryką Północną (starym i nowym światem) stawiała ją zdecydowanie na pierwszym miejscu wśród wszystkich oceanów.

## Szlaki transatlantyckie

Polski międzywojenny plakat promujący Bałtycko-Amerykańską Linię, pływającą z Polski do USA i Kanady, 1920

Główny szlak, wiodący z Europy do Nowego Jorku i z powrotem, na którym rozgrywał się nieustający wyścig o Błękitną Wstęgę Atlantyku, prowadził od wylotu kanału La Manche (latarnia morska Bishop Rock) do latarniowca „Nantucket”, a następnie do ujścia rzeki Hudson (latarniowiec „Ambrose”), gdzie przyjmowano pilota, by przy jego pomocy wejść do portu nowojorskiego.
Szlak, na odcinku od Bishop Rock do południowego krańca Wielkiej Ławicy Nowofundlandzkiej wiódł według obranej (zależnie od pory roku i pogody) ortodromy, przy czym trasy w kierunku wschodnim biegły nieco bardziej na południe od tych w kierunku zachodnim. Długość trasy wahała się więc od 2708 / 2735 Mm (1 lipca – 10 kwietnia) do 2769 / 2806 (11 kwietnia – 30 czerwca). W wyjątkowo niesprzyjających warunkach (dużo gór lodowych) wybierano trasę jeszcze dłuższą: 2848 Mm.
Obok szlaku głównego istniały dwa dodatkowe: „Droga Północna” i „Droga Słoneczna”. Pierwsza z nich (korzystały z niej m.in. polskie transatlantyki) wiedzie z Morza Północnego wokół Szkocji, przez cieśninę Pentland Firth i dalej ortodromą jak wyżej. Druga to szlak wakacyjny, wiodący z i na Morze Śródziemne.

## Historia

### Żaglowce
O godz. 10 rano 5 stycznia 1818 roku, w ciężkiej śnieżycy, port nowojorski opuścił 424-tonowy żaglowiec James Monroe. Celem był Liverpool, a w ładowni statku znajdowało się 1500 beczek jabłek, 860 beczek mąki, 70 bel bawełny, 14 bel wełny, żywy drób, świnie, krowy i owce oraz spory worek z pocztą. Był to więc rejs, jakie odbywały statki od powstania pierwszych kolonii w Nowej Anglii. Niezwykłe było natomiast ogłoszenie w prasie nowojorskiej informujące, że kwakierski kupiec Isaac Wright założył, wraz z partnerami, towarzystwo okrętowe Black Ball Line, które będzie utrzymywać regularne połączenie z Liverpoolem, niezależnie od pogody, liczby pasażerów i towarów. Był to celny strzał: do tej pory żaden statek nie postawił żagli gdy nie miał pełnych ładowni, kompletu pasażerów, a na przeszkodzie stawały wiatry i pływy. Wymuszane opóźnienia trwały tygodniami, ale teraz nastąpiła gwałtowna zmiana.
Na Atlantyku pojawiły się teraz packet ships, statki pocztowe Black Ball Line. W inauguracyjnym 1818 roku cztery z nich odbyły po trzy rejsy okrężne między Nowym Jorkiem a Liverpoolem, co spotkało się z entuzjastycznym przyjęciem handlowców i potencjalnych pasażerów. Sukces zrodził po jakimś czasie konkurencję. W roku 1821 powstały Red Star Line i Swallotail Line, a w ciągu następnych dwudziestu lat następne, między innymi należąca do Edwarda Collinsa Liverpool Line, zwana także „linią dramatyczną”, bowiem statki nosiły imiona znanych dramaturgów i aktorów.

### Bocznokołowce

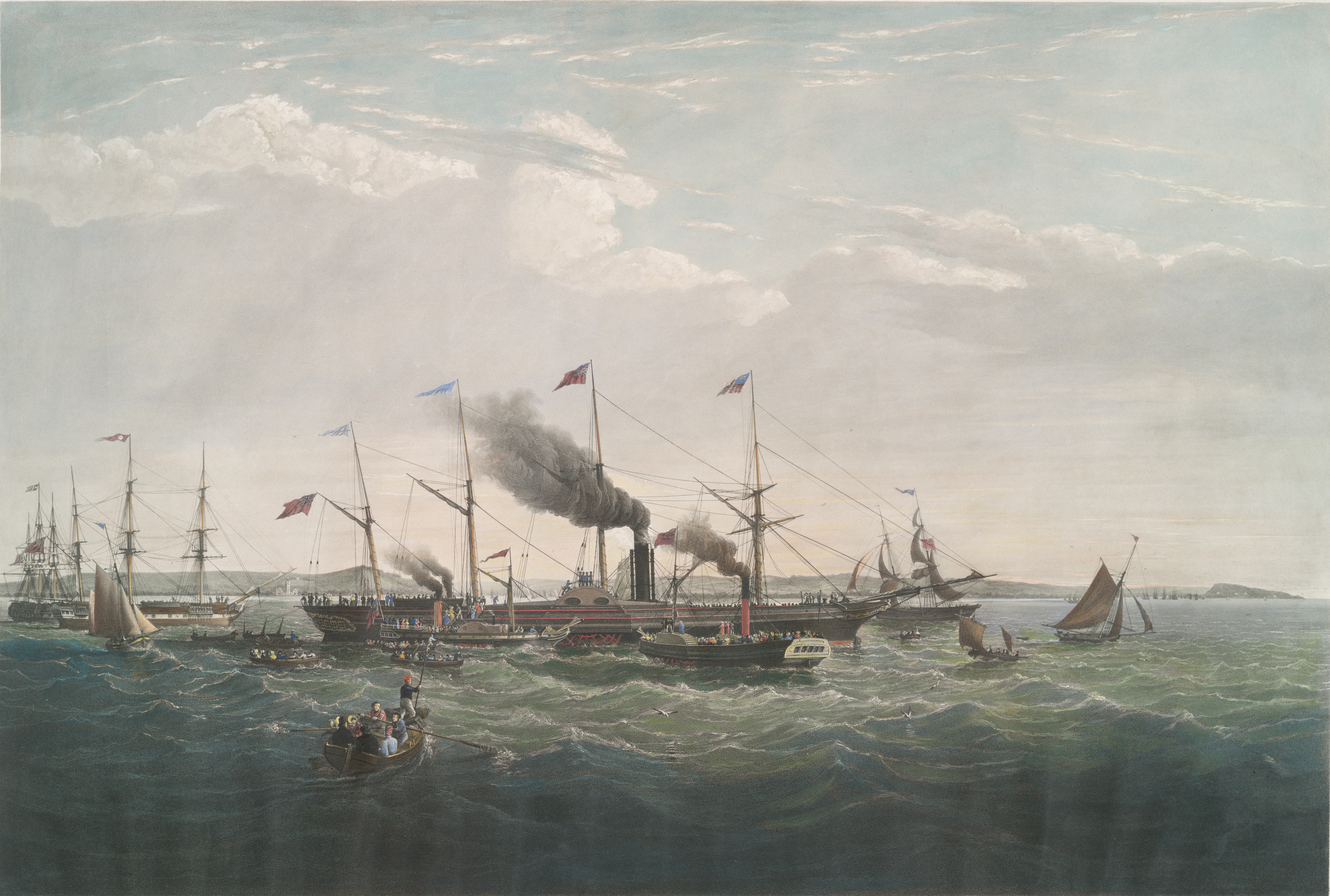
Pierwsza podróż „Great Western”

Żegluga transatlantycka rozwijała się coraz dynamiczniej, ale prawdziwy rozkwit nastąpił wraz z wprowadzeniem napędu mechanicznego. Prekursorem przyszłych transatlantyków był bocznokołowiec „Savannah”, który w roku 1819 przebył Atlantyk docierając do Liverpoolu po 28 dniach i 11 godzinach, częściowo przy pomocy maszyny parowej.
W roku 1838 Isambard Kingdom Brunel zbudował „Great Western”, którego dwie maszyny parowe o łącznej mocy 750 KM dawały prędkość do 10 w. Ten pierwszy prawdziwy transatlantyk miał kabiny dla 120 pasażerów w klasie I, 20 w klasie II, a mógł przewieźć jeszcze dodatkowo 100 osób. Załoga liczyła 60 ludzi.
W tym samym roku Admiralicja ogłosiła przetarg na regularne przewozy poczty z Wielkiej Brytanii do Ameryki Północnej. Zainteresował się tym Samuel Cunard, przedsiębiorca kanadyjski, który stworzył Brytyjską i Północnoamerykańską Królewską Parowcową Kompanię Pocztową (British and North American Royal Mail Steam Packet Company) w Halifaksie. Przedsiębiorstwo wygrało przetarg, co pozwoliło mu na używanie skrótu RMS (Royal Mail Ship) przed nazwami statków. Niedługo potem przedsiębiorstwo zmieniła firmę na Cunard Steamships Limited.
W okresie bocznokołowców na Atlantyku Cunard miał łącznie 14 statków. Jednak istnienie subwencjonowanego przez rząd brytyjski przedsiębiorstwa spedycyjnego oznaczało straty dla innych. W Stanach Zjednoczonych uznano to za wyzwanie, którego nie wolno ignorować. Podobne obawy rodziły się w innych krajach europejskich, zainteresowanych wspieraniem emigracji do Ameryki. Powstały więc, podobne do Cunarda, wspierane przez rządy przedsiębiorstwa w Belgii i we Francji, ale zamiast zysków przynosiły wyłącznie straty i wkrótce upadły. W USA w roku 1845 Kongres przyjął ustawę o subwencjonowaniu żeglugi parowej i ogłosił przetarg na przewóz poczty.
Przetarg wygrał Edward Knight Collins, armator z Nowego Jorku. W krótkim czasie powołał do życia spółkę z kapitałem miliona dolarów. Za te pieniądze zbudowano cztery statki. Były to, w odróżnieniu od konstrukcji dotychczasowych, jednostki płaskodenne (a więc mogące zawijać do portów Wschodniego Wybrzeża nawet w czasie odpływu) i szybkie. Collins nie miał jednak szczęścia: w roku 1854 jego „Arctic” zderzył się w mgle z francuskim statkiem „Vesta” i zatonął; wśród 322 ofiar była żona i dwoje dzieci Collinsa. W dwa lata później zaginął bez wieści „Pacific” – przypuszczano, że zderzył się z górą lodową. W rezultacie przedsiębiorstwo straciło subwencje rządowe, a w 1858 roku Collins Line przestało istnieć.
W czasie trwania wojny krymskiej wypróbowano na Atlantyku nowy, żelazny bocznokołowiec „Persia”. Rozwijał prędkość 14 w. i zdobył dla Cunard Line w swej dziewiczej podróży Błękitną Wstęgę osiągając Nowy Jork w 9 dni i 12 godzin. Ten rekord utrzymał do roku 1862.
Ostatnim bocznokołowcem jaki pływał przez Atlantyk był zbudowany w roku 1866 w Wielkiej Brytanii według francuskiego projektu „Napoleon III” o wyporności 3376 BRT. Zatonął po zderzeniu w kanale La Manche w listopadzie 1873. Tak więc bocznokołowce (od „Savannah” do „Napoleona III”) przemierzały Ocean Atlantycki przez 54 lata.

### Era śrubowców

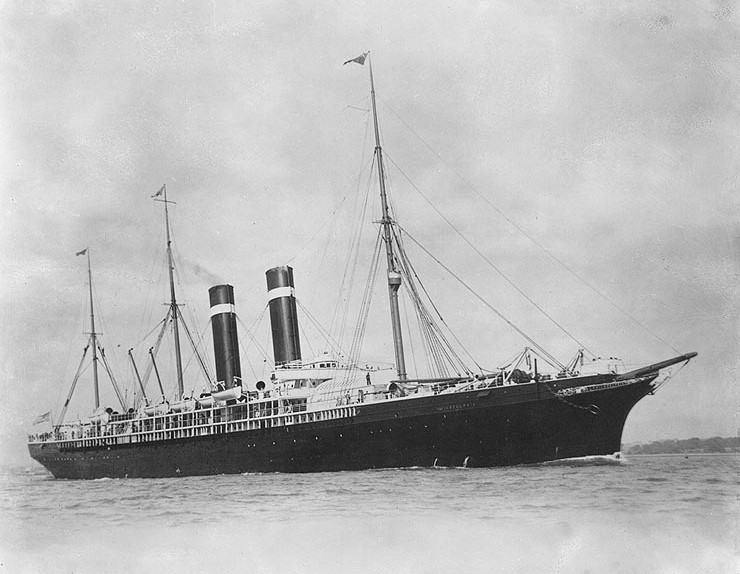
SS „City of Paris”

Pierwszym transatlantykiem o napędzie śrubowym i na dodatek o całkowicie żelaznej konstrukcji, był „Great Britain” Brunela, który w pierwszy swój rejs do Nowego Jorku wyruszył w 1845 roku. Nie zachwycił ani wyglądem, ani osiągami, ale dowiódł wyższości żelaznych śrubowców nad żaglowcami i kołowcami: podczas swego dziewiczego rejsu, mimo silnego sztormu, posuwał się naprzód z prędkością 8 w.; gdy wylądował na skałach u wybrzeży Irlandii dało się go ściągnąć na wodę i uratować.
Na szlaku transatlantyckim wciąż królowali armatorzy brytyjscy. Czołowała Cunard Line, ale obok istniały inne silne przedsiębiorstwa, jak Inman Line, Allan Line, Anchor Line, a nieco później dołączyła White Star Line. Pojawiali się okresowo armatorzy niemieccy i tylko Amerykanie nie okazywali zainteresowania żeglugą transoceaniczną. Dopiero w 1886 roku kapitał amerykański przejął upadającą Inman Line. Nowi właściciele zmodernizowali stare statki, budując jednocześnie nowe. W 1888 powstał parowiec „City of New York” o pojemności 10 499 RT i rozwijający prędkość aż 20 w. Zdobył Błękitną Wstęgę Atlantyku, ale rekord odebrał mu siostrzany „City of Paris”. Po takich sukcesach właściciele zdecydowali się zmienić firmę swojego przedsiębiorstwa i w ten sposób w roku 1893 powstało pierwsze amerykańskie przedsiębiorstwo armatorskie American Line.

### Wyścig gigantów

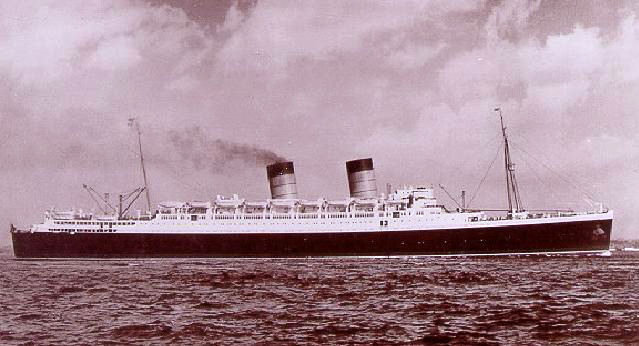
„Mauretania” Cunarda tuż przed wojną

Pod koniec XIX wieku na Atlantyku pojawiły się niemieckie przedsiębiorstwa armatorskie. „Kaiser Wilhelm der Große”, który powstał w stoczni Vulcan w Szczecinie, prawie natychmiast powalił przeciwników. Został zwodowany 4 maja 1897 roku, a w swój pierwszy rejs wyruszył 19 września tego samego roku na trasie z Bremerhaven do Nowego Jorku. W momencie zwodowania był największym statkiem, jaki kiedykolwiek zbudowano. „Kaiser Wilhelm der Große” był pierwszym niemieckim statkiem, któremu udało się zdobyć Błękitną Wstęgę Atlantyku, czego dokonał 29 listopada 1897 roku. W sumie niemieckie transatlantyki tej doby czterokrotnie biły rekordy: „Kaiser Wilhelm” (dwukrotnie), „Deutschland” i „Kronprinz Wilhelm”. Cunard Line odzyskała „wstęgę” dopiero w 1907, kiedy to na atlantycki szlak ruszyła „Lusitania”.
Wyścig, jaki się wówczas rozpoczął, trwał blisko pół wieku, tj. do roku 1952, kiedy to pojawił się na Atlantyku amerykański superliniowiec SS „United States” (53.329 BRT), który pobił wszystkie rekordy w swej dziewiczej podróży. Jest to ostatni zdobywca Błękitnej Wstęgi Atlantyku Do transatlantyków, jakie w ciągu owych pięćdziesięciu lat przemierzały ten akwen należały m.in.:
- brytyjski RMS Titanic (zatonął wskutek uszkodzeń odniesionych w kolizji z górą lodową podczas pierwszego rejsu w kwietniu 1912 roku; NIGDY nie pokonał Oceanu Atlantyckiego)
- brytyjska RMS Mauretania (1907, 31.938 BRT) – czterokominowy turbinowiec zbudowany w stoczni Swan, Hunter & Wigham Richardson w Newcastle, który przez 22 lata był rekordzistą średniej prędkości na Atlantyku
- niemiecki SS „Bremen” – statek zbudowany w Bremie, spłonął w marcu 1941 r. w porcie w Hamburgu (51.656 BRT, statek, który pod koniec lat dwudziestych XX wieku zrewolucjonizował architekturę liniowców pasażerskich)
- niemiecka SS „Europa” (49.746 BRT, zbud. w 1930 roku w stoczni Blohm und Voss w Hamburgu, po II wojnie francuska SS „Liberté”)
- francuska SS Normandie (83.423 BRT, przemianowana na USS „Lafayette”, spłonęła w nowojorskich dokach w lutym 1942 r.)
- polski „Batory” (motorowiec GALu i PLO, 14.287 BRT), zbudowany w 1936 roku w stoczni CRDA(inne języki) w Monfalcone (Włochy), w służbie do 1969 roku
- brytyjska „Queen Mary”, jedyny z trójki największych w historii żeglugi transatlantyków, jaki istnieje do dziś (81.237 BRT, zbud. w latach 1930–1936, rekordzista, pod względem liczby osób, przewiezionych na pokładach w jednym rejsie – 16.683 osoby; dziś hotel i centrum rozrywki w kalifornijskim Long Beach)
- holenderski „Nieuw Amsterdam” (36.287 BRT), turbinowiec Holland Amerika Lijn, nieco pomniejszona kopia francuskiej „Normandie”
- włoski SS Andrea Doria (zatonął w kolizji podczas 101 rejsu transatlantyckiego w lipcu 1956 roku)
- holenderski ss „Rotterdam” (38.648 BRT), zbud. 1959 w Rotterdamie, istnieje do dziś
- francuski SS France (66.348 BRT)
- brytyjska RMS Queen Elizabeth 2 (65.863 BRT), ostatni w historii klasyczny liniowiec transatlantycki, jaki zbudowano

Wraz z następczynią tej ostatniej, RMS Queen Mary 2, zakończyła się ostatecznie epoka transatlantyków, a zaczęła epoka wycieczkowców.
Ostatnim klasycznym transatlantykiem był polski TSS Stefan Batory, pływający regularnie do 1988 roku.